# Samian
Samian ( persa : ساميان , também em termos romanizados como Sāmīān, Sāmeyān e Sāmīyān ) é uma aldeia no distrito rural de Kalkharan, no distrito central do condado de Ardabil, na província de Ardabil, no norte do Irã, muito próximo com a fronteira do Azerbaijão. No recenseamento de 2006, sua população era 1.070, em 206 famílias.